# Sluizen in Amsterdam Nieuw-West
De sluizen in Amsterdam Nieuw-West zijn drie schutsluizen in het Amsterdamse stadsdeel Nieuw-West.
- Akersluis (sluis nr. 102), in de Slotervaart, bij de Ringvaart (Haarlemmermeer),
- Cramergrachtsluis (sluis nr. 112), in de Burgemeester Cramergracht,
- Westlandgrachtsluis (sluis nr. 118), tussen de Westlandgracht en de Slotervaart.

De sluizen zijn nodig voor verkeer over water omdat de Slotervaart en de Sloterplas op zogenaamd polderpeil liggen, met een streefpeil van 2,10 meter beneden NAP, en daarmee 1,70 meter lager dan het water van de grachten in het grootste deel van Amsterdam. Het hoogteverschil met de Ringvaart bedraagt 1,50 meter.
Sinds juni 2010 werden de Akersluis en de Cramergrachtsluis op afstand bediend vanaf de Nieuwe Meersluis (sinds 2011 via het hoofdkantoor van Waternet), op aanvraag via telefoon of marifoon, zodat de vaarroutes van Amsterdam-Centrum naar de Sloterplas (via Kostverlorenvaart, Admiralengracht, Erasmusgracht en Burgemeester Cramergracht) en van de Sloterplas naar de Ringvaart (via Osdorpergracht, Hoekenesgracht en de Slotervaart) beter toegankelijk zijn geworden. Sinds 2024 worden de sluizen weer met de hand bediend door de sluiswachter.
Deze beide verbindingen kunnen met het Nieuwe Meer en de Schinkel, via de Nieuwe Meersluis, tot een rondje worden gecombineerd. De sluizen worden sinds januari 2011 bediend door Waternet, de organisatie die de watertaken van de gemeente Amsterdam en het Waterschap AGV uitvoert.

## Akersluis
De Akersluis ligt bij het oude dorp Sloten en de Molen van Sloten. In de Slotervaart bij de Ringvaart van de Haarlemmermeerpolder (deel van Rijnlands boezem, waterpeil 60 cm beneden NAP). Deze sluis werd op afstand bediend. Naast de sluis bevindt zich het Gemaal Akersluis (1952), ook wel Gemaal Sloten of Akergemaal genoemd. Sinds 2024 wordt de sluis weer met de hand bediend door de sluiswachter.

## Cramergrachtsluis
De Cramergrachtsluis of Slotermeersluis ligt in de wijk Slotermeer bij de Burgemeester Van de Pollstraat, in de Burgemeester Cramergracht (op polderpeil), bij de Burgemeester van Tienhovengracht, die in het verlengde van de Erasmusgracht ligt (beide op Amsterdams grachtenpeil, 40 cm beneden NAP). De sluis vormt een geheel met de fietsbrug nr. 1831, een vaste brug. Deze sluis werd op afstand bediend. Sinds 2024 wordt de sluis weer met de hand bediend door de sluiswachter.

## Westlandgrachtsluis
De Westlandgrachtsluis (meer correct zou zijn: Slotervaartsluis) ligt in de Slotervaart, bij de Westlandgracht (Amsterdams grachtenpeil), bij de Delflandlaan en Heemstedestraat, in de wijk Overtoomse Veld. Deze sluis wordt normaliter niet meer geschut (geopend voor schepen). Naast de sluis bevindt zich het Gemaal Delflandlaan. Bij de sluis bevindt zich in het gras naast de Heemstedestraat een kunstwerk van Gerard van den Eerenbeemt, Golf met drukveer (1979), dat het waterhoogteverschil en de functie van de sluis en het gemaal verbeeldt.